# Dolichoderus epetreius
Dolichoderus epetreius é uma espécie de formiga do gênero Dolichoderus.